# Stronger (album)
Stronger (Silnější) je páté album americké zpěvačky Kelly Clarkson. Bylo vydáno dne 21. října 2011.

## Vydání
Clarkson na novém albu začala pracovat podle svých slov během turné ke čtvrtému albu All I Ever Wanted a doufala ve vydání na konci roku 2010. Vydání ale bylo posunuto na jaro 2011 s tím, že poslední písně Clarkson dotočila v únoru 2011. Vydání ale bylo opět posunuto na podzim 2011, aby měla Clarkson "čistou" hudební scénu pro svůj návrat.
V červenci 2011 unikl na internet více než tucet nevydaných písní, z nichž některé byly připravené pro nové album. Clarkson ani její domovské vydavatelství RCA Records se k tomu nijak blíže nevyjádřili, přestože kritiky k prvním čtyřem uniklým písním byly velmi dobré. Nakonec se na finálním tracklistu objevilo celkem šest uniklých skladeb, v bonusových písních je potom sedmá. Clarkson k tomu řekla, že uniklé písně byly jen demoverze.
Clarkson také řekla v rozhovoru pro Entertainment Weekly, že u jejích minulých alb vždy bojovala s nahrávací společností, která píseň bude či nebude singl, což u alba Stronger nehrozí, protože jak ona, tak RCA Records milují všechny skladby.
Clarkson řekla, že největší rozdíl mezi tímto a předchozími alby je nejspíš v jejích vokálech, které znějí více jako její zpěv na koncertech, nebudou digitálně upravovány.
Album vyjde mimo obyčejné verze také v deluxe edici, která bude obsahovat 4 bonusové písně, a vyjde také EP se šesti písněmi.

## Název
Název Stronger, v překladu Silnější, byl podle Clarkson vybrán kvůli písni "What Doesn't Kill You", která asi ponese název Stronger. Řekla také, že tento název odpovídá textům písní a jejich nádechu.

## Inspirace
Clarkson řekla, že při přípravě alba ji ovlivnili Prince, Sheryl Crow, Tina Turner, Radiohead a v několika písních bude slyšet trochu country.
Clarkson během premiéry singlu Mr. Know It All také řekla, že se podílela jako autorka na přibližně polovině písní.
Texty téměř všech písní se nesou v duchu síly, odvahy, samostatnosti a sebevědomí. Clarkson řekla, že se nemůže dočkat, až bude živě zpívat píseň You Can't Win, konkrétně slova "If you're thing – poor little walking disease, if you're not – they are all screaming obese. If you're straight – why aren't you married yet? If you're gay – why aren't you waving a flag?" v překladu "Když jsi štíhlá – říkají, že jsi jak nemocná, když nejsi – prý seš tlustá. Jestli jsi na kluky – tak proč ještě nejsi vdaná? Jestli jsi lesba – proč nemáváš vlajkou?", která odpovídají tomu, co média na Clarkson kritizují.

## Singly a tracklist
V srpnu 2011 Clarkson oznámila, že první singl ponese název Mr. Know It All a světovou premiéru 30. srpna 2011 a že to není žádná z uniklých písní.
Podle slov Clarkson byly pro nové album připraveny také dva duety. Jedním z nich je píseň "One More Yesterday" s Chrisem Daughtrym, ale ta na finálním tracklistu nebude, protože by nezapadala do celkového konceptu alba. Druhý duet Clarkson nazpívala s "dívkou z American Idol". Tento duet je na deluxe edici alba, nese název "The Sun Will Rise" a s Clarkson ho zpívá Kara DioGuardi.
Během premiére singlu Mr. Know It All Clarkson potvrdila, že na albu bude píseň "What Doesn't Kill You', která se možná ale objeví pod názvem Stronger. Nakonec píseň na albu skutečně je a to pod názvem "What Doesn't Kill You (Stronger)". Clarkson také řekla, že tato píseň by mohla být jedním z následujících singlů. V rozhovoru pro Entertainment Weekly Clarkson uvedla, že na albu bude píseň "You Love Me". O té již dříve psala na Twitteru, že je to její neoblíbenější píseň nahraná pro nové album. Podle jejích slov zní tato píseň jako od Tiny Turner.
Celý tracklist byl zveřejněn 14. září 2011 na oficiální stránkách Clarkson a to včetně čtyř bonusových písní deluxe edice a šest skladeb pro EP. Deluxe edice obsahuje také duet Don't You Wanna Stay s Jasonem Aldeanem, který vyšel jako singl na podzim roku 2010 a je na Jasonově albu My Kinda Party.

## Seznam písní
| Pořadí | Název                            | Hudba                      | Text                                                     | Délka |
| ------ | -------------------------------- | -------------------------- | -------------------------------------------------------- | ----- |
| 1.     | Mr. Know It All                  | Brian Kennedy, Dean, Jones | Brian Seals, Ester Dean, Brett James, Dante Jones        | 3:53  |
| 2.     | What Doesn't Kill You (Stronger) | Greg Kurstin               | Jörgen Elofsson, Ali Tamposi, David Gamson, Greg Kurstin | 3:42  |
| 3.     | Dark Side                        | Greg Kurstin               | Busbee, Alexander Geringas                               | 3:45  |
| 4.     | Honestly                         | Greg Kurstin               | Tom Shapiro, Robert Marvin, Catt Gravitt                 | 3:36  |
| 5.     | You Love Me                      | Abraham, Oligee            | Kelly Clarkson, Josh Abraham, Oliver Goldstein           | 4:04  |
| 6.     | Einstein                         | Toby Gad                   | Toby Glad, Bridget Kelly, James Fauntleroy II,Clarkson   | 2:59  |
| 7.     | Standing in Front of You         | Jason Halbert              | Clarkson, Aben Eubanks                                   | 3:59  |
| 8.     | I Forgive You                    | Jerkins, Lindal            | Rodney Jerkins, Andre Lindal, Lauren Christy             | 3:04  |
| 9.     | Hello                            | Abraham, Oligee            | Clarkson, Abraham, Goldstein, Bonnie McKee               | 3:00  |
| 10.    | The War Is Over                  | Toby Gad                   | Gad, Livvi Franc                                         | 3:57  |
| 11.    | Let Me Down                      | Chris DeStefano            | Clarkson, Chris DeStefano                                | 3:24  |
| 12.    | You Can't Win                    | Abraham, Oligee            | Clarkson, Abraham, Goldstein, Felix Bloxsom              | 4:20  |
| 13.    | Breaking Your Own Heart          | Howard Benson              | Jennifer Hanson, Michael Logen                           | 3:49  |

### Bonusy
| Pořadí | Název                                     | Hudba           | Text                                     | Délka |
| ------ | ----------------------------------------- | --------------- | ---------------------------------------- | ----- |
| 14.    | Why Don't You Try                         | Steve Jordan    | Eric Hutchinson                          | 4:47  |
| 15.    | Don't You Wanna Stay (feat. Jason Aldean) | Michael Knox    | Jason Sellers, Paul Jenkins, Andy Gibson | 4:20  |
| 16.    | Alone                                     | Abraham, Oligee | Abraham, Goldstein, McKee, Ryan Williams | 3:01  |
| 17.    | Don't Be a Girl About It                  | Chris DeStefano | Clarkson, Brent Kutzle                   | 3:27  |
| 18.    | The Sun Will Rise (feat. Kara DioGuardi)  | Howard Benson   | Kyle Jacobs, Danelle Leverett            | 3:33  |

### The Smoakstack Sessions EP
Součástí bonusové edice byl i disk navíc obsahující skladby nahrané v nashvillském nahrávacím studiu The Smoakstack.
| Pořadí | Název                    | Text                                | Délka |
| ------ | ------------------------ | ----------------------------------- | ----- |
| 1.     | Hello                    | Clarkson, Abraham, Goldstein, McKee | 3:06  |
| 2.     | The War Is Over          | Gad, Franc                          | 3:58  |
| 3.     | You Love Me              | Clarkson, Abraham, Goldstein        | 4:05  |
| 4.     | The Sun Will Rise        | Leverett, Jacobs                    | 3:20  |
| 5.     | If I Can't Have You      | Clarkson, Ryan Tedder               | 3:40  |
| 6.     | I Can't Make You Love Me | Mike Reid, Allen Shamblin           | 3:57  |

## Turné
Clarkson řekla během vysílání z kellyclarkson.com, že na koncertní turné k albu vyrazí pravděpodobně na začátku roku 2012.